# Anne Nørdsti
Anne Nørdsti (Alvdal, 19 giugno 1977) è una cantante norvegese.

## Biografia
Anne Nørdsti ha iniziato la sua carriera musicale nel gruppo schlager Kolbus. Nel 2004 ha pubblicato il suo album di debutto Bygdeliv, che è entrato nella classifica norvegese al 28º posto e in un anno ha venduto 30.000 dischi. Da allora ha piazzato nella top forty nazionale altri otto album, raggiungendo la top ten in tre occasioni. Il suo risultato commerciale migliore è stato il 3º posto raggiunto nel 2012 da På kryss og tvers, certificato disco d'oro dalla IFPI Norge con oltre 15.000 copie vendute a livello nazionale.
La cantante è stata candidata nella categoria per l'album schlager dell'anno ai premi Spellemann, il principale riconoscimento musicale norvegese, in cinque occasioni: nel 2004 con Bygdeliv, nel 2005 con Bonderomantikk, nel 2007 con Livli' på låven, nel 2009 con Livet er nå, e nel 2014 con Danser i måneskinn. È stata votata vincitrice nel 2007.

## Discografia

### Album in studio
- 2004 – Bygdeliv
- 2005 – Bonderomantikk
- 2006 – Her vil jeg bo
- 2007 – Livli' på låven
- 2009 – Livet er nå
- 2011 – Så gøtt...
- 2011 – På kryss og tvers
- 2014 – Danser i måneskinn
- 2017 – Få'kke lokke meg

### Singoli
- 2004 – Bygdeliv/Sommerkveld
- 2005 – Bonderomantikk
- 2009 – Bygdeoriginal/Ikkje gje opp håpet
- 2011 – Den siste mohikaner
- 2014 – Elvis
- 2020 – Drømmegutt